# Kupferhaus

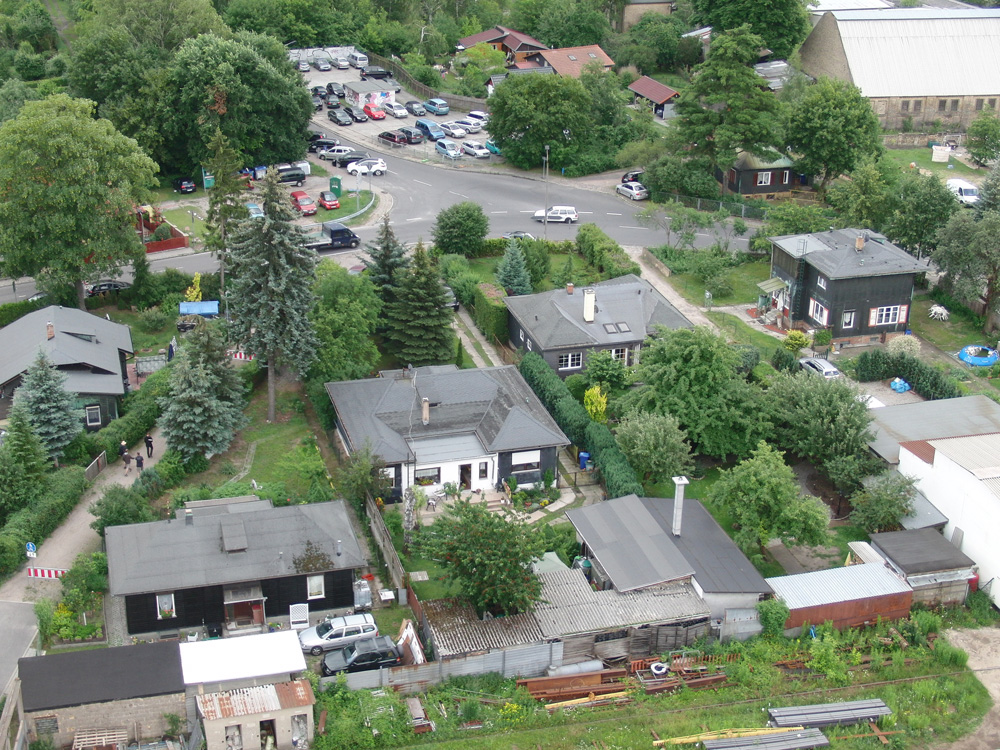
Kupferhäuser in der Messingwerksiedlung, Eberswalde-Finow

Kupferhäuser sind Fertighäuser, die in Tafelbauweise erbaut sind. Das System wurde durch den Architekten Robert Krafft in Zusammenarbeit mit dem Ingenieur Friedrich Förster ab 1929 für das Eberswalder Unternehmen Hirsch Kupfer- und Messingwerke (HKM) entwickelt. 

## Geschichte
Förster hatte bereits 1924 ein Patent für ein Zerlegbares Gebäude angemeldet, dessen Wände aus beidseitig mit Metallplatten beplankten vertikalen Holzpfosten bestanden. Diese in einer Fabrik zu produzierenden Wandelemente sollten mit Wärmeisoliermaterial gefüllt und mit Tür- und Fensterausschnitten versehen sein. Zusammen mit Krafft entwickelte Förster diese Bauweise in der innerhalb des Unternehmens dafür neu gegründeten Kupferhausabteilung weiter. Als technische Neuerung für die Anwendung von Kupferblechen steht diese Bauweise in Zusammenhang mit in den 1920er Jahren von verschiedenen Unternehmen entwickelten Fertighaussystemen, die auf Erfahrungen mit Holz-Fertigteil-Systemen aufbauen, welche beispielsweise mit Stahlblech beplankt waren.
Die Bauweise der Kupferhäuser erhielt 1931 auf der Internationalen Kolonialausstellung in Paris den Grand Prix und wurde im gleichen Jahr mit zwei Haustypen auf der Deutschen Bauausstellung Berlin 1931 präsentiert. Zwischen 1931 und 1932 übernahm Walter Gropius die Leitung der Kupferhaus-Abteilung. Er führte Optimierungen baulicher Details ein. Unter seiner Leitung wurden neue Haustypen entwickelt. Die einzige nachweisbare bauliche Umsetzung dieser Entwürfe ist das Haus „Typ K“ in der Altenhofer Straße 2 in Eberswalde-Finow. Bis 1933 wurden vermutlich 54 Fertighäuser produziert und errichtet. Der Architekt Robert Krafft sprach Mitte der 1940er Jahre sogar von 100 Häusern.
1932 geriet die HKM infolge der Weltwirtschaftskrise und der Deutschen Bankenkrise in finanzielle Schwierigkeiten, die Abteilung Kupferhausbau der HKM wurde geschlossen. Zeitgleich präsentierte Gropius auf der von Martin Wagner kuratierten Architekturausstellung „Sonne, Luft und Haus für alle!“ auf dem Berliner Messegelände den Typ S, ein „wachsendes Kupferhaus“ in der Formensprache des Neuen Bauens. Ende des Jahres 1932 gründete sich die Deutsche Kupferhausgesellschaft mbH (DKG) in Berlin. Die Zusammenarbeit mit Gropius wurde aber nicht wiederaufgenommen, die DKG vertrieb vor allem die der Tradition verpflichteten, villenartigen Gebäudetypen, die weiter im Messingwerk bei Eberswalde produziert wurden.
Ab Mitte 1933 bot die DKG außerdem spezielle Kupferhaustypen für Palästina unter den Namen Haifa, Scharon oder Libanon an. Zielkäufer waren Juden, die aus Deutschland emigrierten und Kupferhäuser als „Umzugsgut“ mitnehmen konnten. Nach den Unterlagen war es möglich, den Typ Haifa in 34 Pakete zu verpacken, die ein Gesamtgewicht von 15.313 kg hatten und damit als schiffbar galten.
Die Produktion der Kupferhäuser endete 1934. Mit der verstärkten militärischen Aufrüstung wurde Kupfer zu einem kriegswichtigen Rohstoff, seine Verwendung schränkte das Reichswirtschaftsministerium mit der Verordnung über unedle Metalle stark ein, der Kupferhausbau war nicht mehr möglich.

## Haustypen
Im Allkupferhaus-Katalog von 1931 sind neun unterschiedliche Typenhäuser enthalten: Kupfercastell, Lebensquell, Frühlingstraum, Lebenssonne, Juwel, Sonnenschein, Kupfermärchen, Maienmorgen und Eigenscholle. Kurze Zeit später, während auch Gropius mitarbeitete, wurden die Typen Sorgenfrei und Kupferstolz nachgeschoben. Am häufigsten verkauften sich die großen, villenartigen Typen Kupfercastell und Kupferstolz. Die Deutsche Kupferhausgesellschaft verkaufte 1932–1934 Kupferhaustypen mit Namen wie „A2“ Kupfercastell, „O“ Favorit, Spezial und andere.

## Aufbau der Kupferhäuser
Kupfer besitzt einige Eigenschaften, die es für die Verwendung im vorfabrizierten Hausbau geeignet erscheinen lässt, zum Beispiel eine hohe Feuer- und gute Korrosionsbeständigkeit.
Die Außenfassade der Fertighäuser wurde aus vielen Einzelelementen aufgebaut. Die Tafelelemente selbst hatten unterschiedliche Abmessungen, bestanden aus Schwelle, Pfosten und Rähm, die mit einer Außenhaut aus gerippt profilierten Kupferblech und einer inneren Wandbekleidung aus geprägtem Stahlblech beplankt waren. Mehrere Schichten aus Aluminiumfolie und Pappe dienten als Isolierung. Eine Holzrahmenkonstruktion aus zwölf Zentimeter dicken Holzbalken bildete die Grundlage für das Haus, das an seinem späteren Standort nur noch zusammengesteckt und verschraubt werden musste. Die einzelnen Elemente hatten patentierte Universalendungen für das Zusammenschrauben; die Montagezonen der Tafelelemente waren von außen mit einem Kupferblechstreifen abgedeckt. Der Vorzug dieser Häuser lag in ihrer Variabilität und der leichten Montage. Innerhalb von 24 Stunden sollte ein solches Haus aufgestellt sein. Für die Dachdeckung wurden ursprünglich ebenfalls Kupferbleche verwendet. Die Kupferdächer sind nur vereinzelt erhalten. Die Wärmedämmung wurde beworben mit „sie isoliere so gut wie ein 222 Zentimeter dickes Ziegelmauerwerk“. Das war zwar etwas übertrieben, wie spätere Messungen eines Ingenieurs ergaben, aber sie genügt sogar den aktuellen energetischen Anforderungen der 2000er Energieverordnung.
Anstelle von Tapeten sind die Häuser innen mit Blech verkleidet, sechs verschiedene in die Bleche geprägte Reliefmuster standen zur Verfügung – in Farben wie: Nilgrün, Pastellblau oder Korallenrot. Die Käufer genossen den Komfort einer komplett eingerichteten Küche sowie eingepasster Einbauschränke und Bügelbrett, fertig in den vorfabrizierten Wänden verlegter Elektroinstallationen, Sanitäranlagen und Zentralheizung.
In der Bauwelt und anderen Fachzeitschriften wurde 1931 aber auch viel Kritik geäußert: So bemängelte man die ästhetische Qualität und befürchtete wegen der Metallwände einen Hitzestau. Die Häuser hatten eine ausgezeichnete Wärmedämmung und waren rückblickend sehr pflegeleicht und beständig. Zum prognostizierten Hitzestau kam es nicht. Es gibt einige wesentliche Unterschiede zu Massivbauten, z. B. aus Ziegelmauerwerk: Die Häuser waren sehr hellhörig, das Metall wirkte wie ein riesiger Faradayscher Käfig und bewirkte dadurch eine Blitzabschirmung. Schwierigkeiten gab es allerdings mit dem Rundfunkempfang.

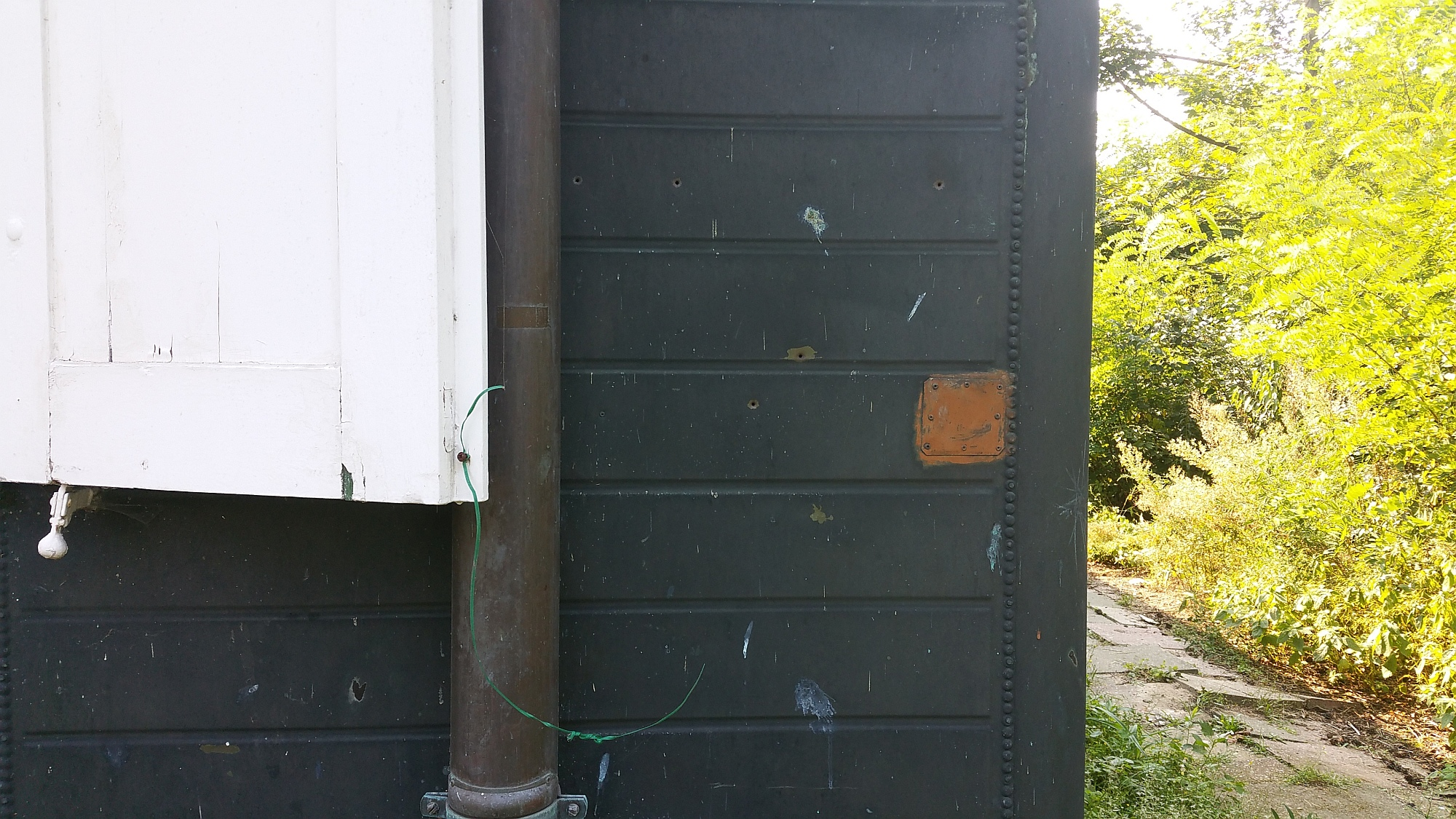
Außenwand aus Kupfer
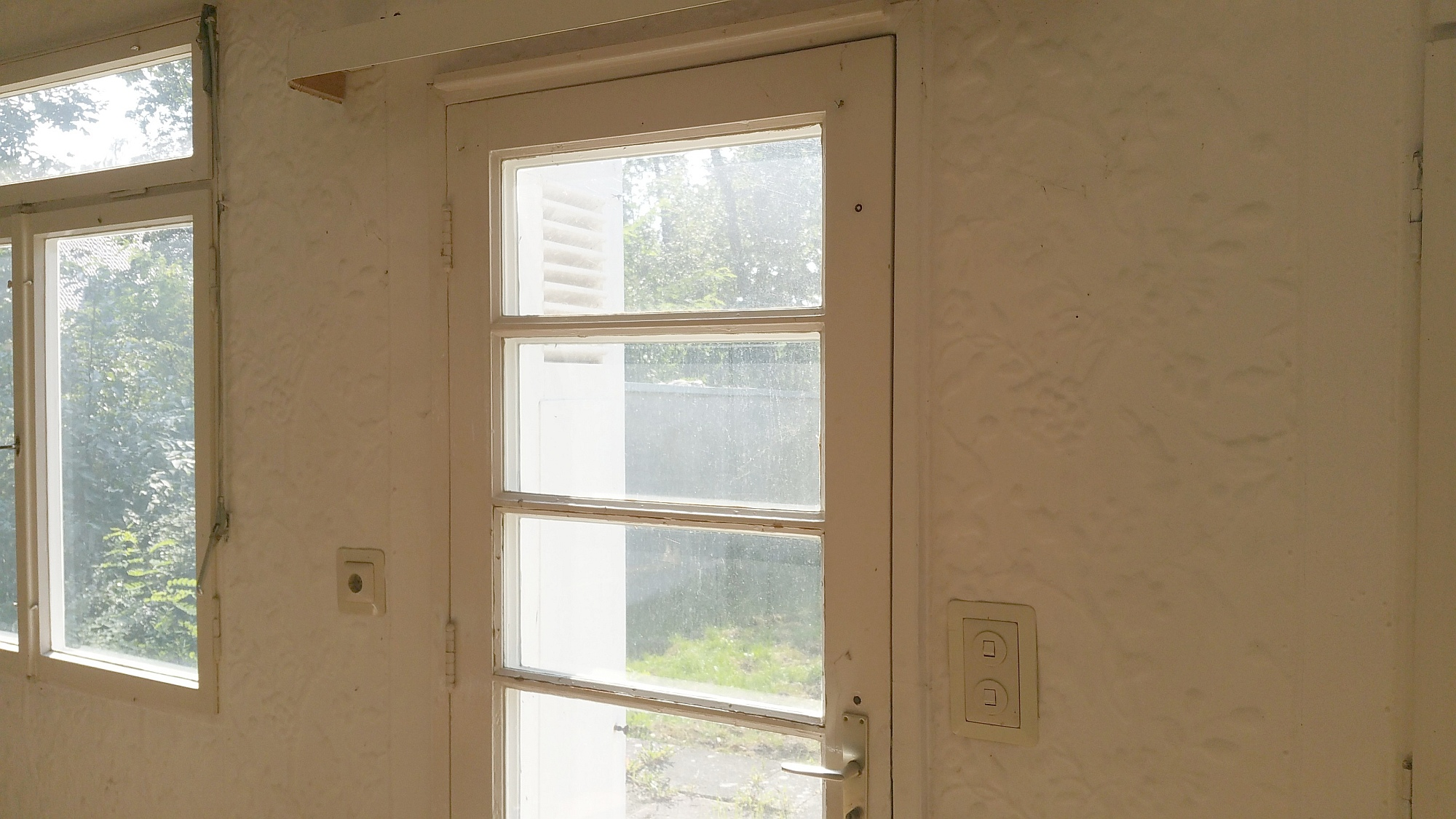
Innenwand aus Blech
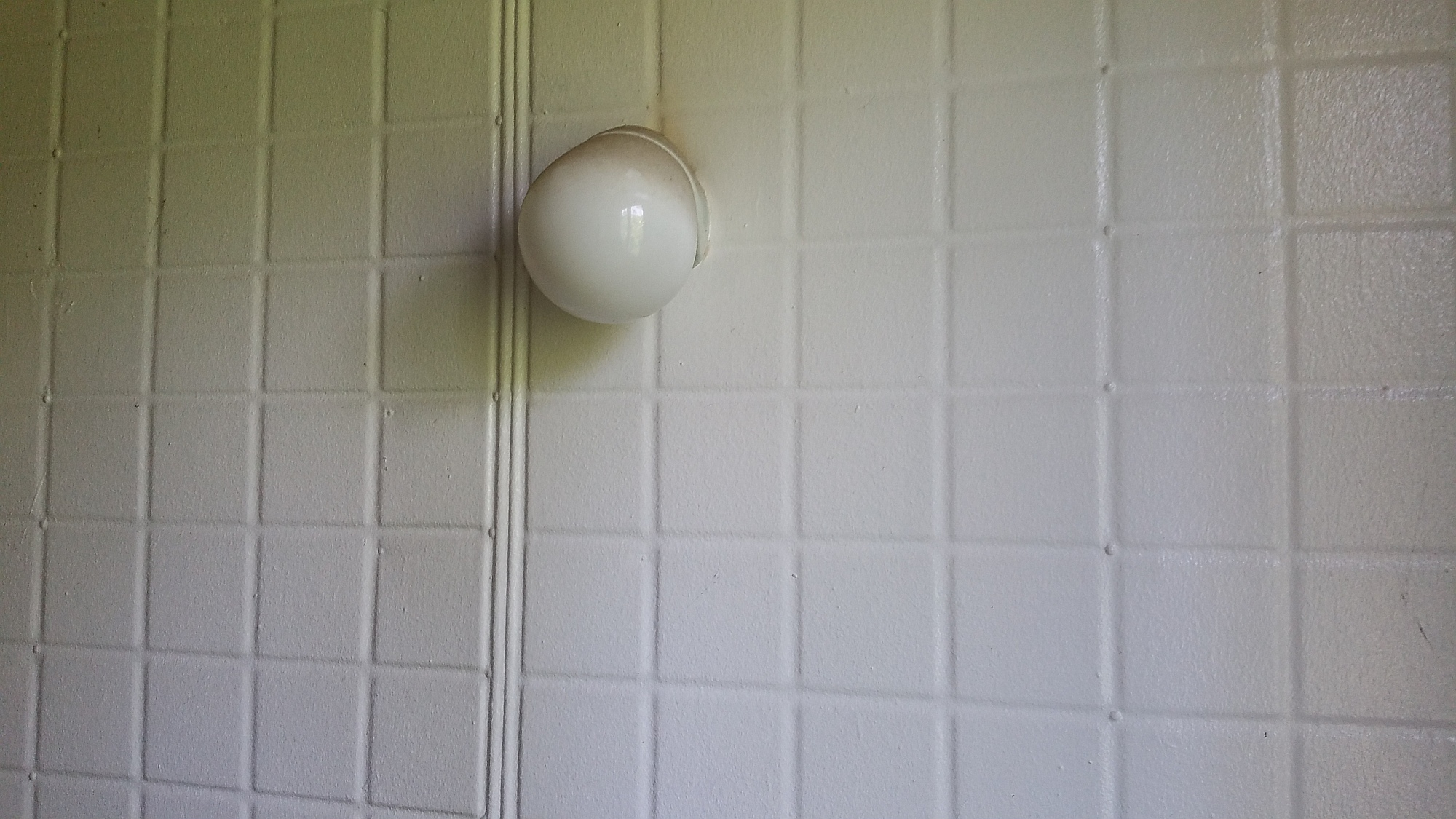
Innenwand Blech Kachel
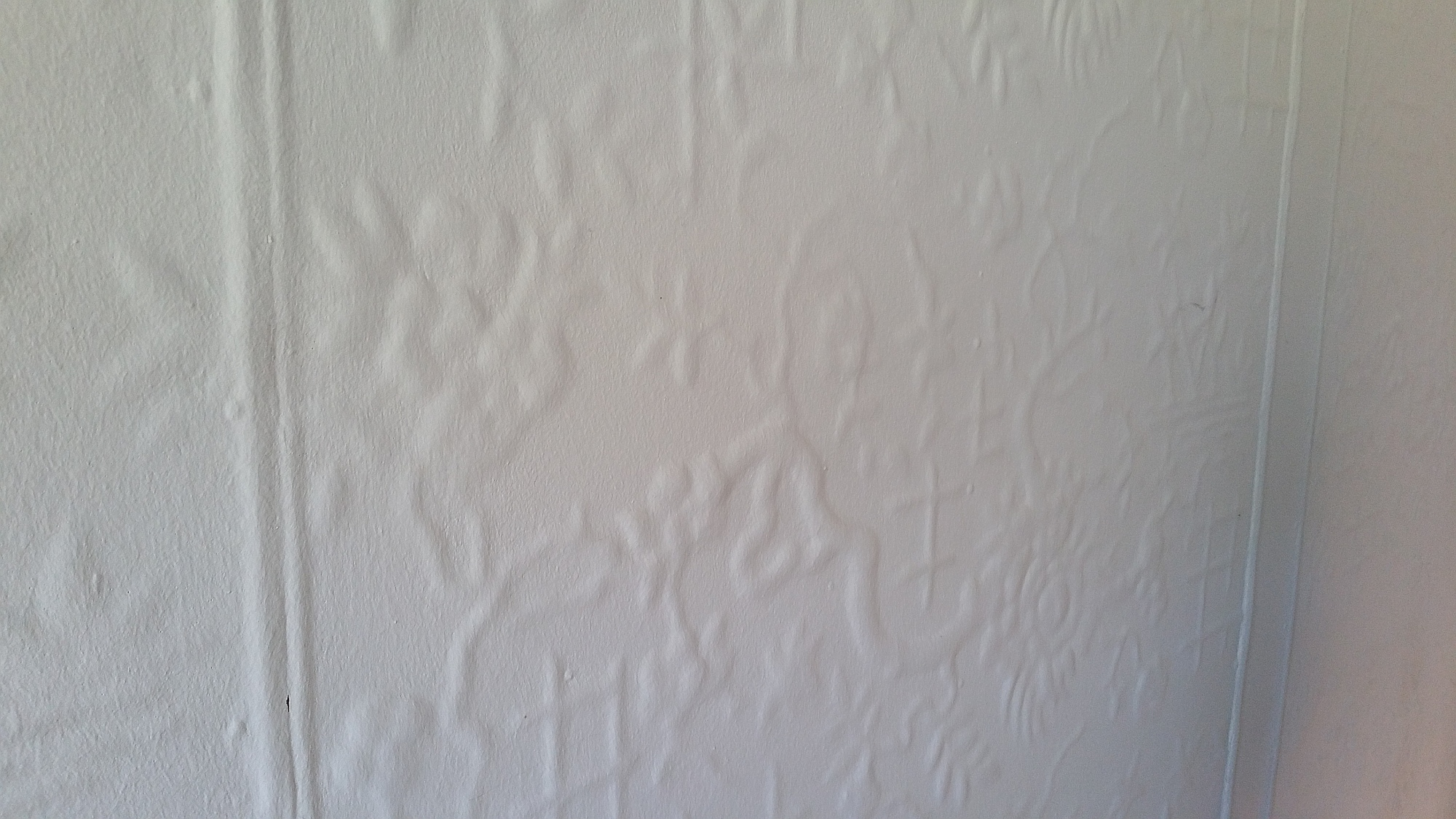
Innenwand Blech Kirschblüte
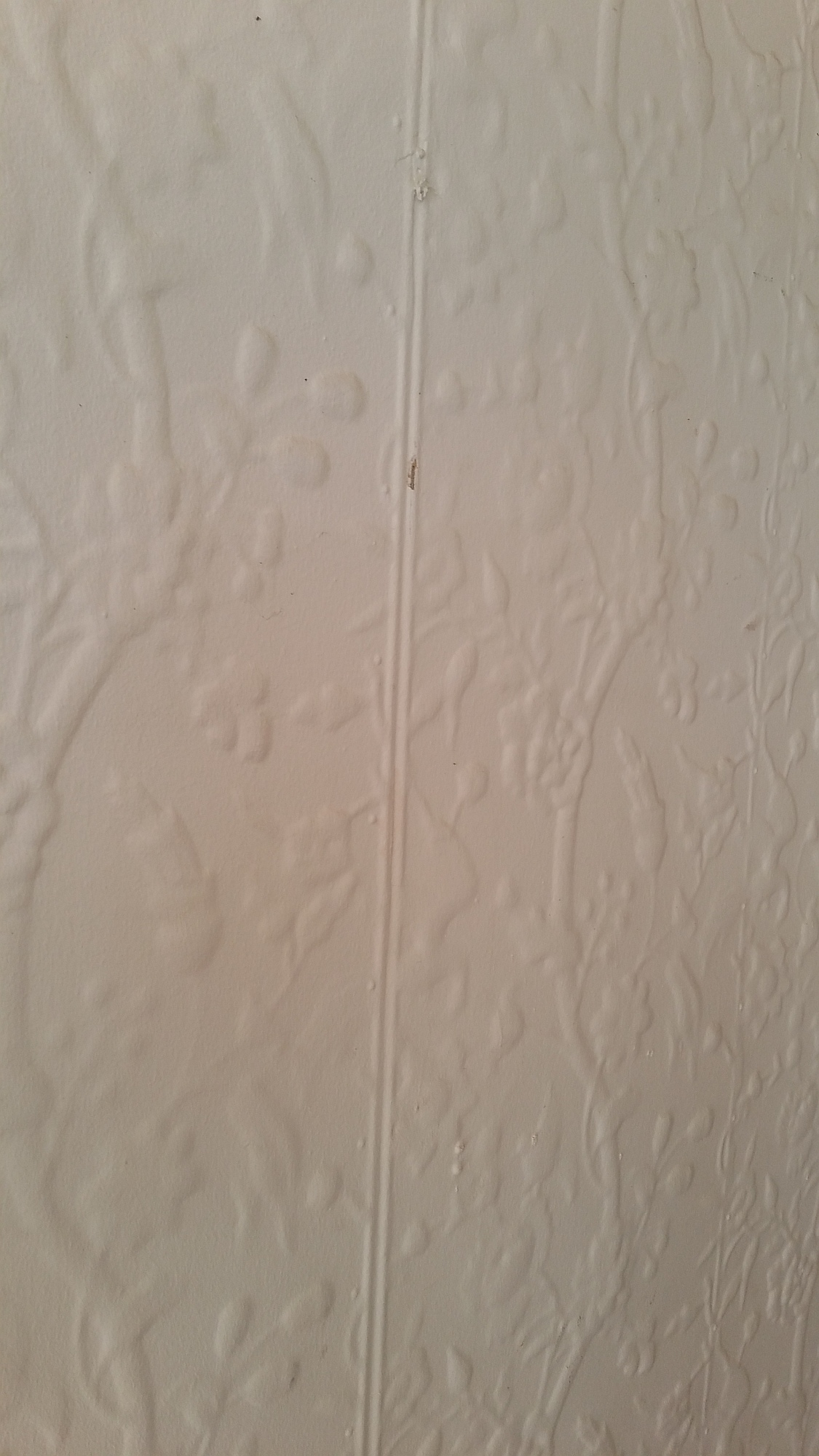
Innenwand Blech Ranken
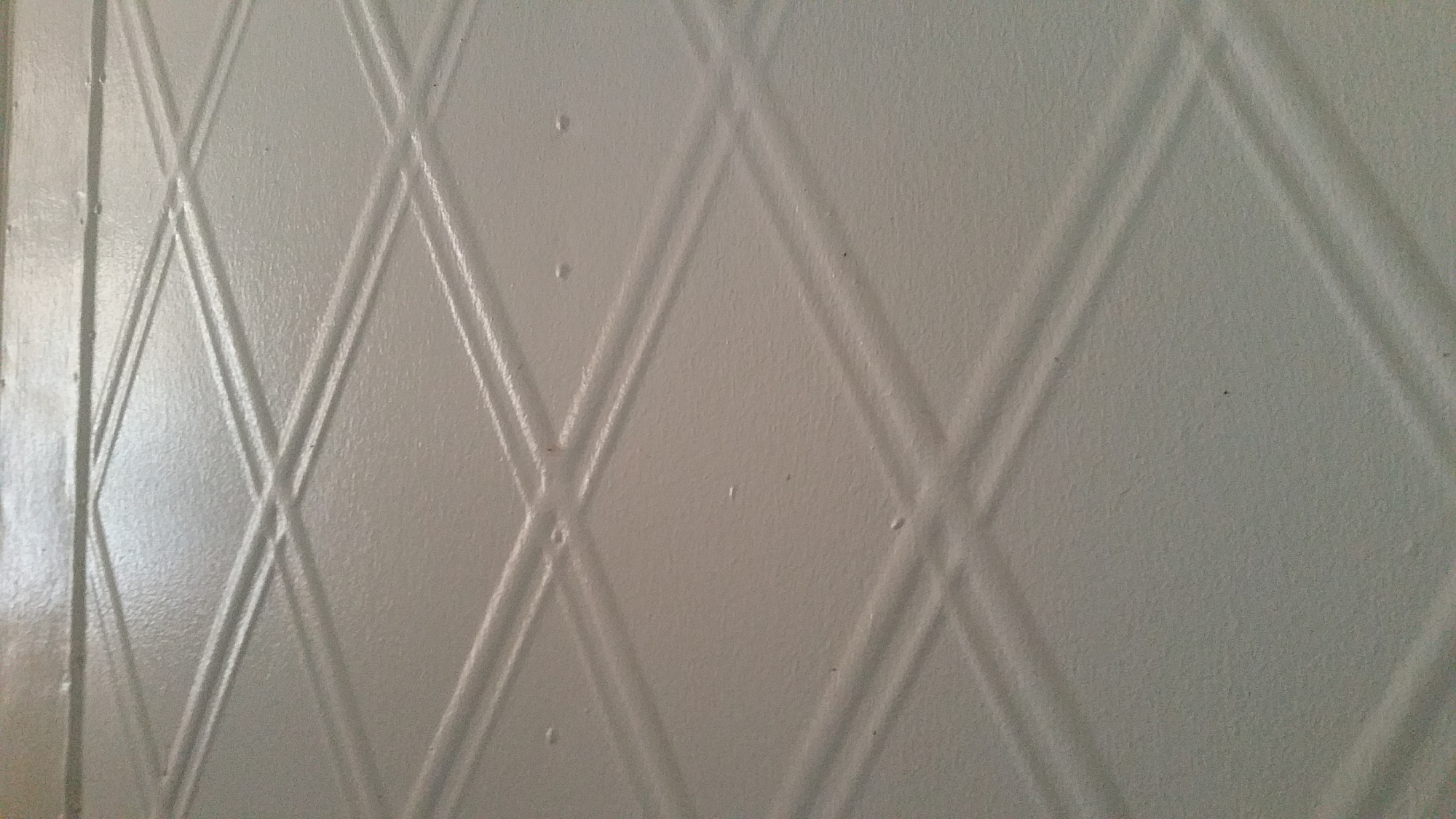
Innenwand Blech Raute
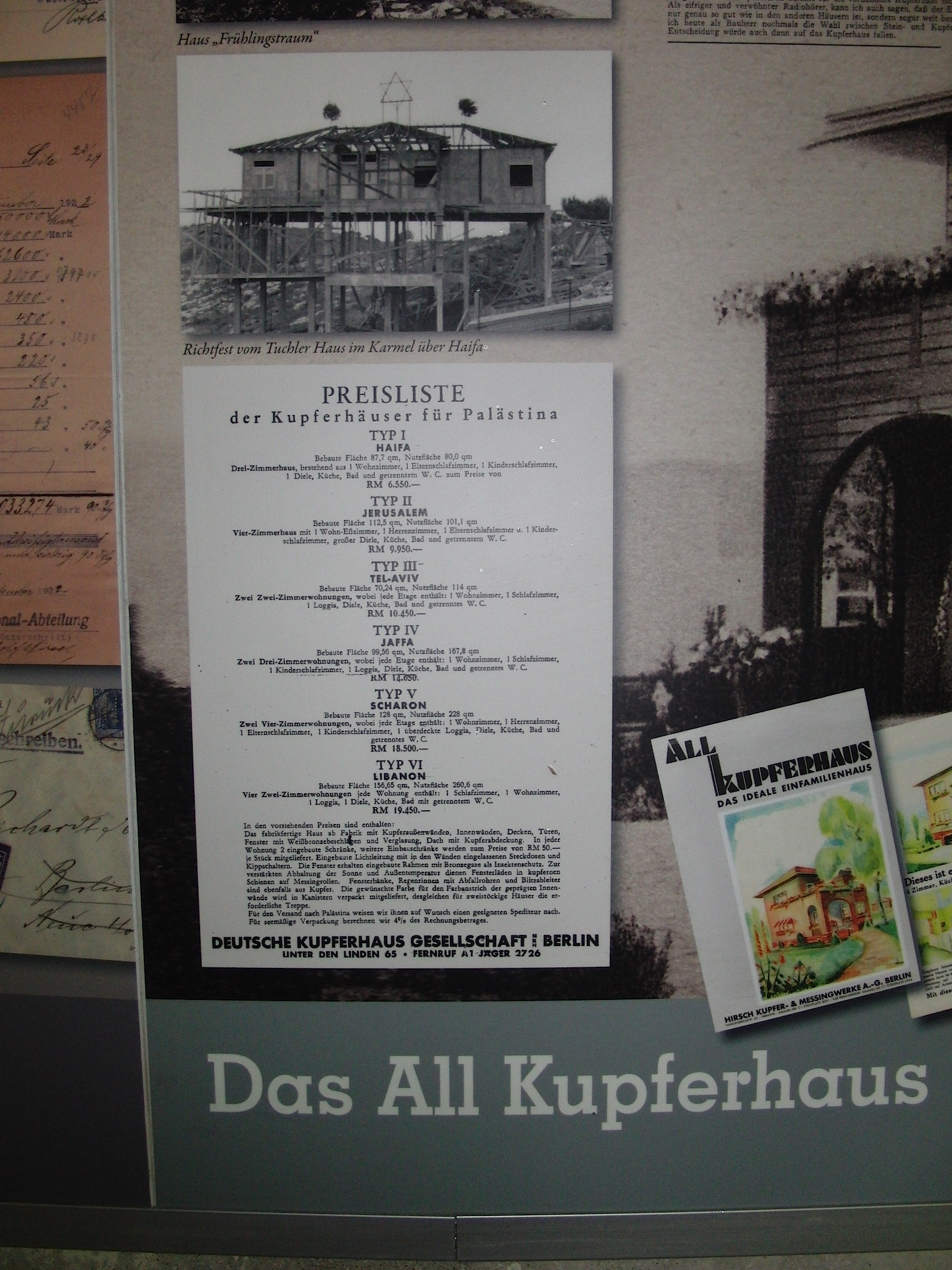
Preisliste der für Palästina bestimmten Kupferhäuser

## Standorte der Kupferhäuser

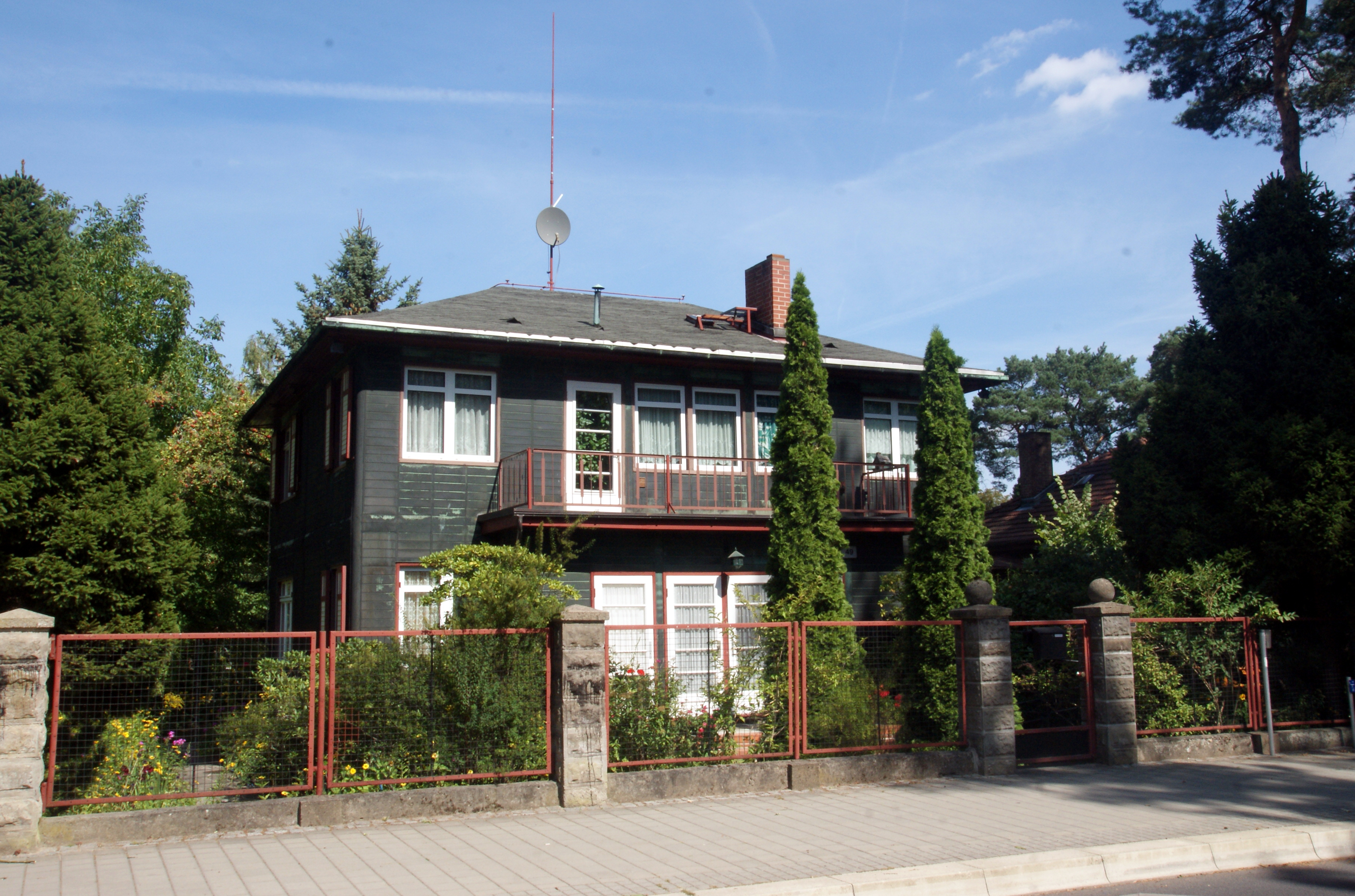
Zweistöckiges Kupferhaus in Zeuthen

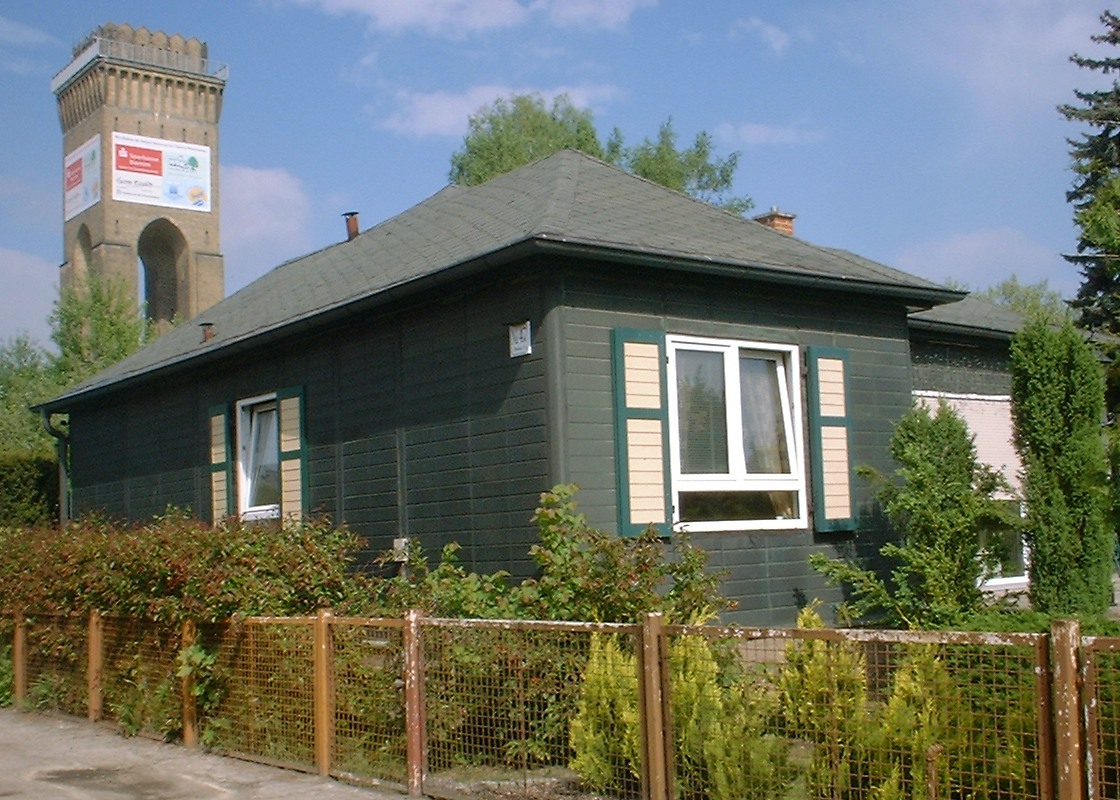
Kupferhaus in Eberswalde

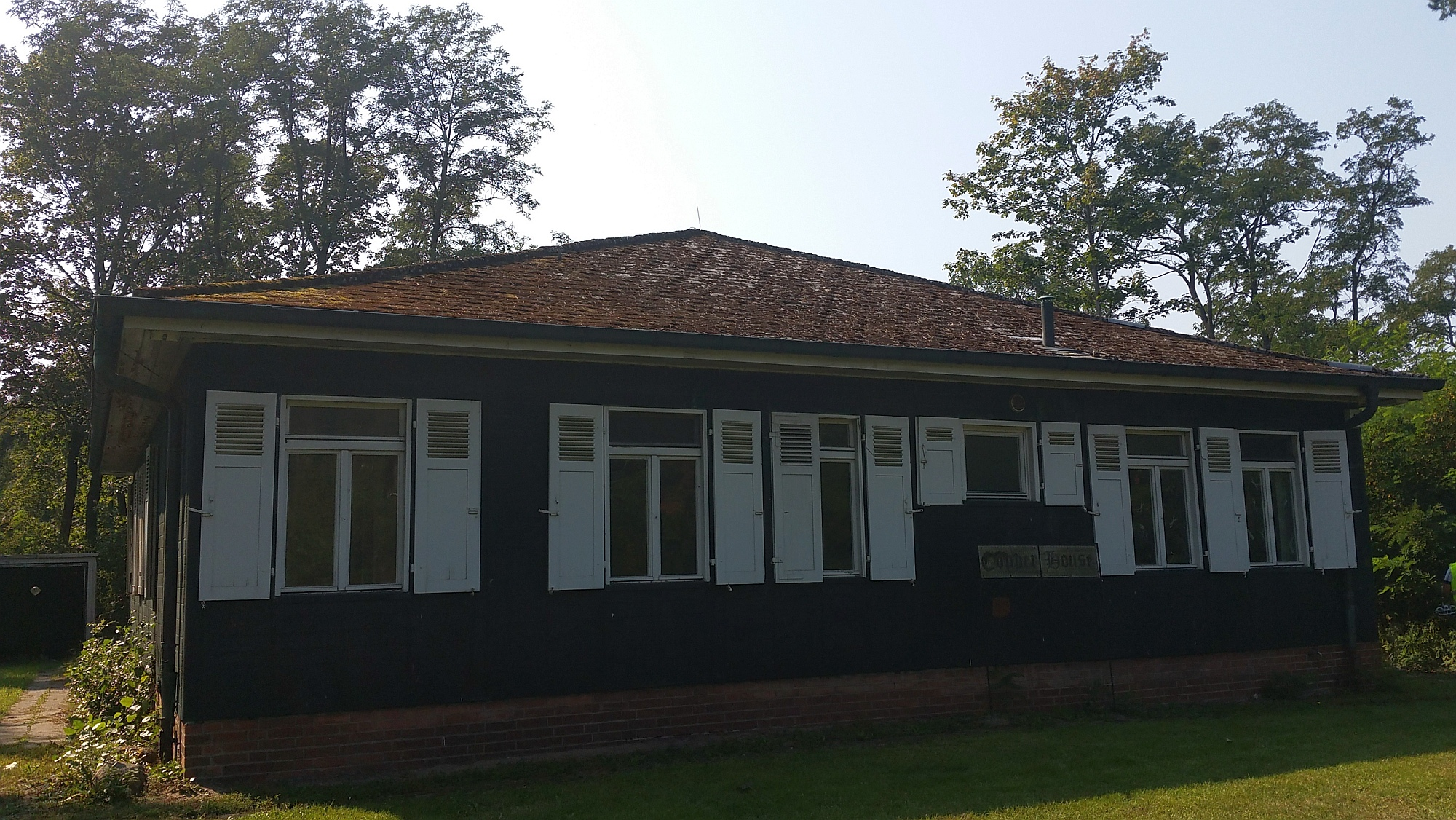
Kupferhaus in Berlin-Kladow auf dem ehemaligen Flugplatz Gatow

In den Jahren 1931/1932 wurden acht Musterhäuser in der Siedlung Messingwerk bei Eberswalde errichtet. Sie stehen inzwischen unter Denkmalschutz. In der Berliner Denkmalliste sind elf Kupferhäuser verzeichnet (davon zwei benachbarte als Gesamtanlage im Ortsteil Rahnsdorf). In diesem Ortsteil gibt es noch ein weiteres denkmalgeschütztes Kupferhaus, weitere zwei in Kladow, jeweils eins in Lichterfelde und Dahlem sowie in Westend. Zwei denkmalgeschützte Häuser finden sich im Ortsteil Frohnau. Davon ist eins fast im Originalzustand erhalten, es wurde 1933 errichtet. Hier findet sich sogar in den meisten Zimmern, im Bad und in der Küche noch die ursprüngliche Wandverkleidung aus geprägten Stahlblechen, die inzwischen mehrfach in verschiedenen Farben überstrichen wurde. Auch sind sowohl die Kupferfassade als auch das Dach noch original erhalten. Hinzu kommen einige weitere, nicht denkmalgeschützte Häuser. In Eberswalde und Berlin sind damit über 20 dieser Häuser erhalten.
Weitere Häuser gibt es vor allem im Umland von Berlin (u. a. Zeuthen, Wilhelmshorst, Schildow, Nauen) sowie einige in weiter entfernten Orten (Schönebeck (Elbe), Neuhaus an der Ostsee (Gemeinde Dierhagen), Cottbus und Jena (Landgrafenstieg 7). Ein weiteres Kupferhaus befand sich in Dierdorf, Landkreis Neuwied. Es wurde 1933 durch das Fürstenhaus Neuwied als Wohnhaus errichtet und bis 2003 durch diese bewohnt. Nach langem Leerstand wurde es 2019 ohne Genehmigung abgerissen.
Die Deutsche Kupferhausgesellschaft soll 14 Häuser ins britische Mandatsgebiet Palästina exportiert haben, von denen heute noch drei in Haifa und eines in Safed erhalten sind.